# NGC 7480
NGC 7480 (również PGC 70432 lub UGC 12349) – galaktyka spiralna (S0-a), znajdująca się w gwiazdozbiorze Ryb. Odkrył ją Albert Marth 11 sierpnia 1864 roku.